# Dépassement (population)
Pour les articles homonymes, voir Dépassement (homonymie).
En sciences de l'environnement, le dépassement est l'état d'un organisme ou système à partir duquel son activité induit une demande ou consommation de ressources supérieure à ce qui est régénéré dans le même laps de temps. Il s'agit le plus souvent de populations animales et humaines.

## Généralités
Les sciences de l'environnement étudient dans quelle mesure les populations humaines, par leur consommation de ressources, dépassent la quantité de ressources qu'il leur est possible d'utiliser durablement. À l'échelle individuelle, le « dépassement » est la partie de la demande ou de l'empreinte écologique qui doit être éliminée pour être durable,. Une demande en dépassement peut être due au niveau de consommation des individus, à la taille de la population, ou aux deux.
Le terme d'« effondrement » a été utilisé pour désigner le déclin de la population à la suite d'un dépassement. La trajectoire suivie par une telle population est alors appelé « dépassement et effondrement ». Un effondrement, tout comme un dépassement, peut résulter d'une combinaison de conditions.
Un dépassement peut se produire du fait de conséquences décalées dans le temps. Par exemple, lorsque le taux de reproduction reste nettement plus élevé que le taux de mortalité pendant suffisamment longtemps, la taille de la population se met à croître rapidement, et sa demande en ressources peut dépasser la quantité de ressources disponibles. Des écosystèmes entiers peuvent être gravement touchés, voire leur complexité être nettement réduite, en raison d'un dépassement prolongé. L'éradication d'une maladie peut provoquer une croissance démographique suffisante pour déclencher un dépassement, lorsque la population dépasse la capacité de charge des terres qui l'hébergent. Une telle situation s'est produite dans la Corne de l'Afrique lorsque la variole a été éliminée. Une région qui a permis, pendant des siècles, de faire vivre environ un million de personnes vivant du pastoralisme, a dû brutalement faire vivre 14 millions de personnes. Cela a conduit à un surpâturage, entraînant une érosion des sols.

## Dépassement humain
Le livre Halte à la croissance ?, publié en 1972, décrit des travaux de recherche destinés à comprendre s'il existe des limites à la croissance de la société dans son ensemble. Sur la base d'un modèle informatique décrivant le système Terre-Humanité, le livre a conclu qu'une prolongation des tendances économiques et démographiques du XXe siècle conduirait à ce que la Terre atteigne une capacité de charge de 10 à 14 milliards de personnes dans le courant du XXIe siècle, après quoi la population humaine s'effondrerait du fait de manque de ressources alimentaires. Le modèle reposait sur cinq variables : « population, production alimentaire, industrialisation, pollution et consommation de ressources naturelles non renouvelables »:25. Bien que les auteurs aient indiqué que leur modèle n'était plus représentatif de l'évolution d'une population humaine après effondrement, certains ont relevé les similitudes entre le résultat de cette simulation après le dépassement et l'effondrement observé des cellules de levure dans une boîte de Pétri. Les résultats de ces recherches ont fait l'objet de nombreuses controverses après leur publication, et ils sont généralement rejetés par les économistes qui considèrent la croissance comme un phénomène exogène.
Le Global Footprint Network affirme pouvoir mesurer ce que l'économie humaine exige de la Terre par rapport à ce que celle-ci peut renouveler,. Depuis 1987, il publie tous les ans le Jour du dépassement, défini comme le jour où l'Humanité a épuisé les ressources naturelles que la Terre pouvait renouveler en une année.